# Szabó Jenő (költő)
Szabó Jenő (Kolozsvár, 1867. április 17. – Kézdivásárhely, 1934. november 18.) erdélyi magyar református lelkész, költő, Szabó Dezső bátyja.

## Életútja
Középiskolai tanulmányait a kolozsvári Református Kollégiumban, a teológiát Nagyenyeden végezte (1890). Papi pályáját Nagyenyeden kezdte, majd Békésgyulán, Barátoson, Illyefalván, 1901-től nyugdíjazásáig (1915) Kézdivásárhelyen volt lelkész. Nyugdíjasként 1923–34 között a Bereck központú szórvány egyházi teendőit látta el. Öccse, Szabó Dezső valószínűleg róla mintázta Az elsodort falu (1919) Farczády Jenőjét, s a megsértődött költő Sz. Farczády leveleit. (Intimitások Szabó Dezső életéből. Az elsodort falu kritikája Kézdivásárhely, 1925–26 c. művével reagált a regényben írottakra.) Az első világháború és a forradalmak alatt, de később is nyomasztó anyagi gondok között élt, könyöradományokból temették el.

## Költői munkássága
Verseit 1891-től az Ellenzék, Arad és Vidéke, Fővárosi Lapok, Erdélyi Lapok, Jó Pajtás közölte; a Székelyföldi Néplap és e lap elődjeinek, utódjainak állandó munkatársa volt; jeles szónok, „aranyszájú pap”-nak nevezték. Tagja volt az Erdélyi Irodalmi Társaságnak, a Kemény Zsigmond Társaságnak, a temesvári Arany János Társaságnak.
Szoros barátság fűzte Szabolcska Mihályhoz, akinek költészete hatott is rá. A nép-nemzeti irányzat késői követőjeként főleg Arany lírájának az utánzója. Felesége korai halála után ihlető forrása többnyire a bánat, de elsiratta az első világháború áldozatait is, Trianon után pedig hirdette és vallotta az ittmaradást. A modern líra szele alig érintette. Legismertebb költeménye a Barackfa virága c., amely a költő sorsának metaforikus képe is, s amelynek korabeli népszerűségét Dávid István zenéje növelte.

## Művei
- Versek. 1882–1892 (Nagyenyed, 1893)
- Újabb versek. 1892–1896 (Nagyenyed, 1896)
- Magyar szívvel. Versek, 1896–1906 (Kézdivásárhely, 1906)
- A mélységből. Költemények, 1914–1920 (Brassó, 1920)
- Virágok a Golgotáról (Kézdivásárhely, 1923)
- Sóhajok hídján (Kézdivásárhely, 1923)
- Farcády Jenő levelei Szabó Dezsőhöz. Intimitások Szabó Dezső életéből. Az "Elsodort falu" kritikája. Kézdivásárhely 1925–1926; Minerva Rt., Kolozsvár, 1944